# مالكوم بينز
مالكوم بينز (بالإنجليزية: Malcolm Binns)‏ هو معلم موسيقى وعازف بيانو بريطاني، ولد في 29 يناير 1936 في نوتنغهام في المملكة المتحدة.

## وصلات خارجية
- مالكوم بينز على موقع ميوزك برينز (الإنجليزية)
- مالكوم بينز على موقع ديسكوغز (الإنجليزية)
- مالكوم بينز على موقع ديسكوغز (الإنجليزية)